# Klemens Michalik
Klemens Michalik (ur. 20 sierpnia 1930 w Karnkowie, zm. 6 października 2016 w Toruniu) – polski leśnik i polityk, poseł na Sejm PRL VIII i IX kadencji.

## Życiorys
Syn Franciszka. W 1955 uzyskał tytuł zawodowy magistra inżyniera leśnictwa na Wydziale Leśnym Szkoły Głównej Gospodarstwa Wiejskiego w Warszawie, podjął pracę w leśnictwie i wstąpił do Polskiej Zjednoczonej Partii Robotniczej. Od 1960 pełnił funkcję nadleśniczego w Nadleśnictwie Szubin. Zasiadał w Komitecie Wojewódzkim i w Komitecie Miejsko-Gminnym PZPR oraz w Miejskiej i w Wojewódzkiej Rady Narodowej. W latach 1971–1976 był łowczym wojewódzkim, a od 1976 do 1981 prezesem Wojewódzkiej Rady Łowieckiej. W 1980 uzyskał mandat posła na Sejm PRL VIII kadencji z okręgu Inowrocław. Zasiadał w Komisji Leśnictwa i Przemysłu Drzewnego, Komisji Nauki i Postępu Technicznego, Komisji Rolnictwa i Przemysłu Spożywczego, Komisji Rolnictwa, Gospodarki Żywnościowej i Leśnictwa oraz w Komisji Nadzwyczajnej do rozpatrzenia projektu ustawy o Trybunale Konstytucyjnym. W 1985 uzyskał reelekcję, zasiadał w Komisji Prac Ustawodawczych, Komisji Rolnictwa, Leśnictwa i Gospodarki Żywnościowej, Komisji Nadzwyczajnej do rozpatrzenia projektów ustaw związanych z realizacją drugiego etapu reformy gospodarczej, Komisji Nadzwyczajnej do rozpatrzenia projektu ustawy o zmianie ustawy Ordynacja wyborcza do rad narodowych, Komisji Nadzwyczajnej do rozpatrzenia projektu ustawy „Prawo o stowarzyszeniach” oraz projektów ustaw dotyczących związków zawodowych oraz w Komisji Nadzwyczajnej do rozpatrzenia projektów ustaw o stosunku Państwa do Kościoła Katolickiego, o gwarancjach wolności sumienia i wyznania oraz o ubezpieczeniu społecznym duchownych.
Pochowany 8 października 2016 na cmentarzu św. Jerzego w Toruniu.

## Odznaczenia
- Krzyż Komandorskim Orderu Odrodzenia Polski (1997)[2]
- Krzyż Kawalerski Orderu Odrodzenia Polski
- Złoty Krzyż Zasługi
- Srebrny Krzyż Zasługi
- Medal 40-lecia Polski Ludowej